# Buchs (Zurigo)
Buchs (toponimo tedesco) è un comune svizzero di 6 359 abitanti del Canton Zurigo, nel distretto di Dielsdorf.

## Monumenti e luoghi d'interesse
- Chiesa riformata, attestata dal 1275[1].

## Società

### Evoluzione demografica
L'evoluzione demografica è riportata nella seguente tabella:
Abitanti censiti

## Infrastrutture e trasporti

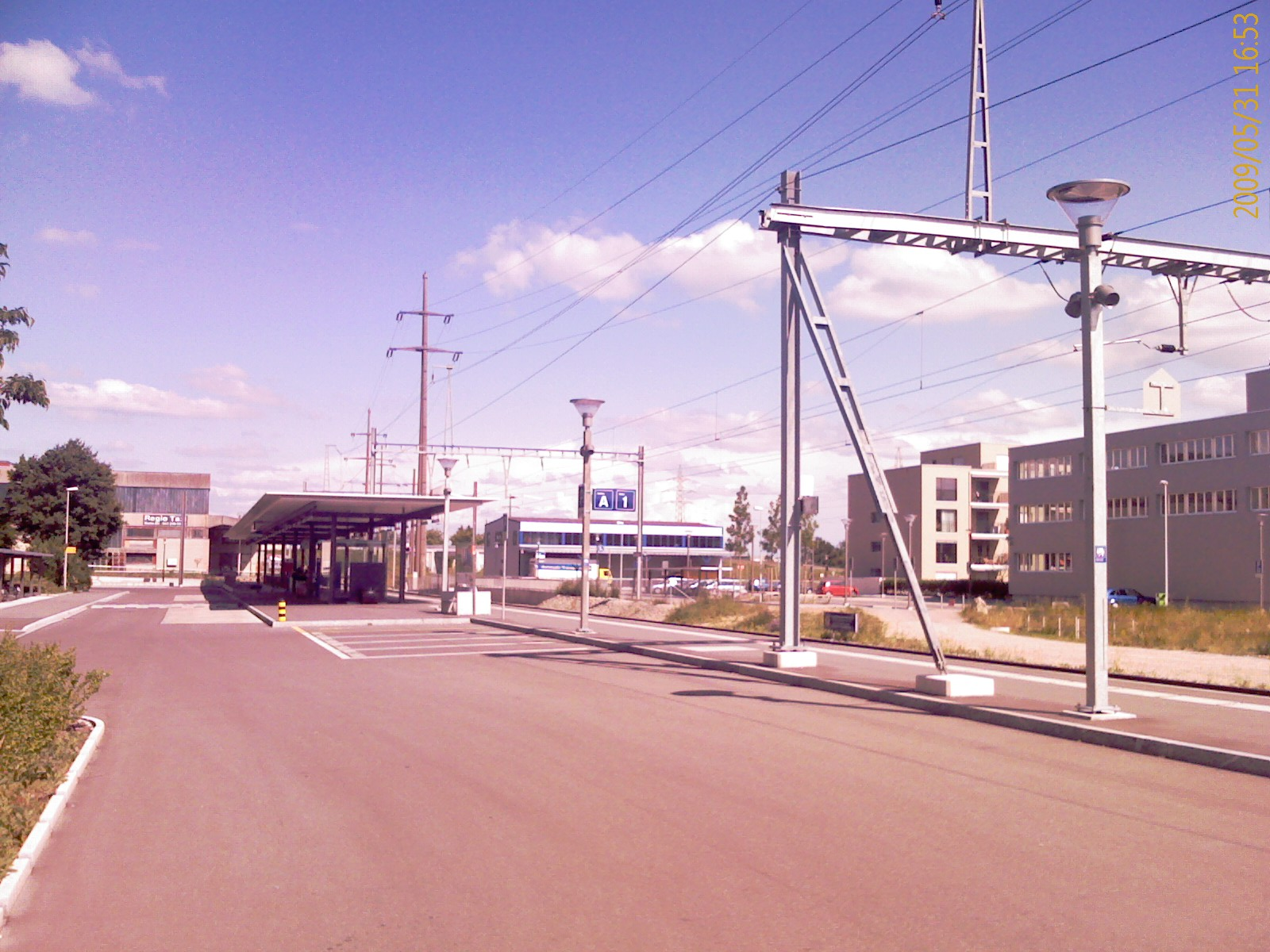
La stazione di Buchs-Dällikon

Buchs è servito dalla stazione di Buchs-Dällikon sulla ferrovia Wettingen-Effretikon.

## Amministrazione
Ogni famiglia originaria del luogo fa parte del cosiddetto comune patriziale e ha la responsabilità della manutenzione di ogni bene ricadente all'interno dei confini del comune.